# Beliops batanensis
 Beliops batanensis és una espècie de peix de la família Plesiopidae i de l'ordre dels perciformes.

## Morfologia
Els mascles poden assolir els 2,1 cm de longitud total.

## Distribució geogràfica
Es troba al nord de les Filipines i, possiblement també, a Taiwan.